# Leo Deluglio
Leo Deluglio (Buenos Aires, 1990. május 27. –) argentin színész és énekes. Nagyobb ismertséget számára A végzet asszonya című sorozat hozta meg számára ahol Diego Padillát alakította, emellett Vikki RPM című Nickelodeonos sorozattal vált még ismertté, ahol Iker Borgest alakította.

## Filmográfia

### Jelentősebb szerepek
| Év          | Cím                            | Szerepnév     | Magyar hangja | TV stúdió   |
| ----------- | ------------------------------ | ------------- | ------------- | ----------- |
| 2017        | Vikki RPM                      | Iker          | –             | Nickelodeon |
| 2016 - 2020 | A végzet asszonya (teleregény) | Diego Padilla | Czető Roland  | Telemundo   |
| 2011 - 2013 | Cuando toca la campana         | Miguel        | –             | Disney      |
| 2009        | Bajnokok 12                    | Matías Rey    | –             | Amerika TV  |

### Websorozatok
| Év   | Cím                | Szerepnév                        | Magyar hangja | TV stúdió |
| ---- | ------------------ | -------------------------------- | ------------- | --------- |
| 2021 | Ki ölte meg Sarát? | Alejandro Guzmán "Alex" (fiatal) | -             | Netflix   |

### Epizódszerepek
| Év          | Cím                             | Szerepnév          | TV stúdió |
| ----------- | ------------------------------- | ------------------ | --------- |
| 2018        | A Sin miedo a la verdad         | Kike               | Televisa  |
| 2018        | Y mañana será otro día... mejor | gyilkos            | Televisa  |
| 2017        | Milagros de Navidad             | Benjamín           | Telemundo |
| 2015 - 2016 | Como dice el dicho              | Nicolás / Santiago | Televisa  |

## Fordítás
- Ez a szócikk részben vagy egészben  a   Leo Deluglio című angol Wikipédia-szócikk ezen változatának fordításán alapul.  Az eredeti cikk szerkesztőit annak laptörténete sorolja fel. Ez a jelzés csupán a megfogalmazás eredetét és a szerzői jogokat jelzi, nem szolgál a cikkben szereplő információk forrásmegjelöléseként.